# Protorthodes melanopis
Protorthodes melanopis là một loài bướm đêm trong họ Noctuidae.